# Conferències Pugwash de Ciència i Afers Mundials
Es coneix com a Conferències Pugwash de Ciència i Afers Mundials, o simplement Conferència de Pugwash, a cadascuna de les conferències internacionals sobre ciència i assumptes mundials convocades a suggeriment d'una sèrie de científics, filòsofs i humanistes, entre els quals es trobaven Albert Einstein, Frédéric Joliot-Curie i Bertrand Russell. El 1995 li fou concedit el Premi Nobel de la Pau juntament amb Joseph Rotblat.

## Origen

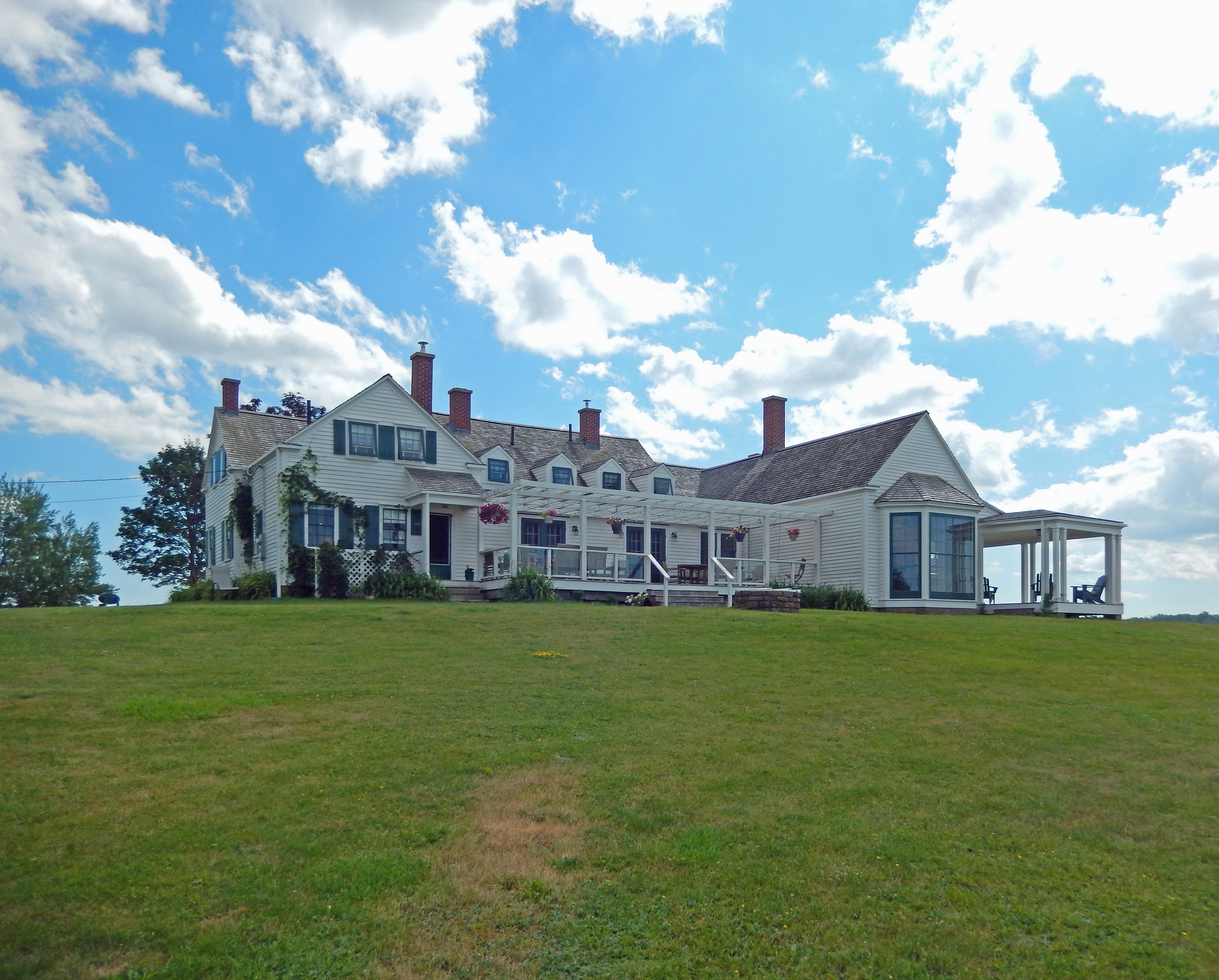
Lògia dels Pensadors, Pugwash, Nova Escòcia, Canadà; seu de la primera conferència de Pugwash el 1957

El Manifest de Russell-Einstein, publicat el 9 de juliol de 1955, demanava una conferència perquè els científics avaluessin els perills de les armes de destrucció massiva (aleshores només considerades armes nuclears). Cyrus Eaton, industrial i filantrop, es va oferir el 13 de juliol a finançar i acollir la conferència a la ciutat on va néixer, Pugwash, Nova Escòcia. Això no es va dur a terme en aquell moment perquè es va planejar una reunió a l'Índia, per invitació del primer ministre Jawaharlal Nehru. Amb l'esclat de la crisi de Suez, la conferència índia es va ajornar. Aristòtil Onassis es va oferir a finançar una reunió a Mònaco, però aquesta va ser rebutjada. La invitació anterior d'Eaton va ser acceptada.
La primera conferència es va celebrar al que es va conèixer com a Thinkers' Lodge el juliol de 1957 a Pugwash, Nova Escòcia. Posteriorment s'han anat celebrant en gran varietat de països diferents. Vint-i-dos científics van assistir a la primera conferència: 
Vint-i-dos científics van prendre part en la primera conferència: 
- 7 dels Estats Units d'Amèrica: David F. Cavers, Paul Doty, Hermann J. Muller, Eugene Rabinowitch, Walter Selove, Leó Szilárd i Victor F. Weisskopf
- 3 de l'URSS: Aleksandr Kuzin, Dmitri Skobeltzin i Aleksandr Toptxiev
- 3 del Japó: Iwao Ogawa, Shinichiro Tomonaga i Hideki Yukawa
- 2 del Regne Unit: Cecil Frank Powell i Joseph Rotblat
- 2 del Canadà: George Brock Chisholm i John S. Foster
- i 1 d'Austràlia: Mark L. E. Oliphant; Àustria: Hans Thirring; Xina: Chou Pei-Yuan; França: Antoine M. B. Lacassagne i Polònia; Marian Danysz.

Cyrus Eaton, Eric Burhop, Ruth Adams, Anne Kinder Jones i Vladimir Pavlichenko també hi eren presents. Molts altres no hi van poder assistir per motius de salut, inclòs el cofundador Bertrand Russell.  De la Unió Soviètica, Mikhail Ilitx Bruk (rus: Михаил Ильич Брук; 1923 Moscou – 2009 Jurmala) va assistir com a traductor tècnic anglès-rus. Més tard, Armand Hammer va declarar: " El KGB de Mike".
Les conferències Pugwash tenen com fi la discussió d'assumptes tals com el desarmament i la responsabilitat social del científic en temes com el creixement demogràfic, la deterioració mediambiental i el desenvolupament econòmic. En el seu moment, aquestes conferències van tenir un paper molt important en el desenvolupament i signatura dels tractats de no proliferació d'armes nuclears.
L'organització Pugwash, establerta a Londres, es dedica actualment a convocar aquestes conferències.

## Estructura organitzativa

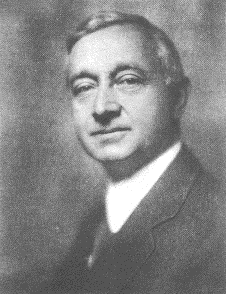
Cyrus Eaton – finançador de les conferències Pugwash

L'objectiu principal de Pugwash és l'eliminació de totes les armes de destrucció massiva (nuclears, químiques i biològiques) i de la guerra com a institució social per resoldre disputes internacionals. En aquest sentit, la resolució pacífica dels conflictes mitjançant el diàleg i la comprensió mútua és una part essencial de les activitats de Pugwash, que és particularment rellevant quan i on es despleguen o es podrien utilitzar armes nuclears i altres armes de destrucció massiva.
| « | Les diverses activitats de Pugwash (conferències generals, tallers, grups d'estudi, consultes i projectes especials) proporcionen un canal de comunicació entre científics, acadèmics i individus amb experiència en el govern, la diplomàcia i l'exèrcit per a una discussió i anàlisi en profunditat dels problemes i les oportunitats en la intersecció de la ciència i els afers mundials. Per garantir un intercanvi d'opinions lliure i franc, que afavoreixi l'aparició d'idees originals i una comunicació eficaç entre governs, països i grups diferents o antagònics, les reunions de Pugwash se solen celebrar en privat. Aquest és el principal modus operandi de Pugwash. A més d'influir en els governs mitjançant la transmissió dels resultats d'aquestes discussions i reunions, Pugwash també pot intentar tenir un impacte en la comunitat científica i en l'opinió pública mitjançant la celebració de tipus especials de reunions i a través de les seves publicacions. | » |

Els càrrecs inclouen el president i el secretari general. El govern formal està a càrrec del Consell de Pugwash, que serveix durant cinc anys. També hi ha un comitè executiu que assisteix el secretari general. Jayantha Dhanapala és l'actual president. Paolo Cotta-Ramusino és l'actual secretari general.
Les quatre oficines de Pugwash, a Roma (secretaria internacional), Londres, Ginebra i Washington DC, donen suport a les activitats de Pugwash i serveixen d'enllaç amb les Nacions Unides i altres organitzacions internacionals.
Hi ha aproximadament cinquanta grups nacionals de Pugwash, organitzats com a entitats independents i sovint recolzats o administrats per acadèmies nacionals de ciències.
Els grups d'Estudiants Internacionals/Joves Pugwash treballen amb el grup internacional Pugwash, però en són independents.

## Premi Nobel de la Pau
El 1995, 50 anys després del bombardeig de Nagasaki i Hiroshima i 40 anys després de la signatura del Manifest Russell-Einstein, les Conferències Pugwash i Joseph Rotblat van ser guardonats amb el Premi Nobel de la Pau, segons el Comité Nobel noruec, pels seus esforços en la disminució del paper jugat per les armes nuclears en la política internacional i, a llarg termini, per eliminar dites armes.
El comité esperava que la concessió d'aquest premi animés els líders mundials a intensificar els seus esforços per eliminar del món les armes nuclears.